# Alejandro Diz
Alejandro Diz (Necochea, 26 marzo 1965) è un allenatore di pallavolo ed ex pallavolista argentino naturalizzato italiano.
Giocava nel ruolo di libero.

## Palmarès

### Nazionale (competizioni minori)
- Giochi panamericani 1983